# ایزوشی، هیوگو
ایزوشی، هیوگو (به ژاپنی: 出石町, Izushi-chō)، شهری در ناحیه ایزوشی، استان هیوگو، ژاپن بود. اکنون بخشی از شهر تویواوکا، هیوگو است.